# Grand Slam Cup 1998
La Grand Slam Cup 1998 è stato un torneo di tennis giocato sul sintetico indoor. 
È stata la 9ª edizione del torneo maschile che fa parte dell'ATP Tour 1998, la 1a del torneo femminile, che fa parte della categoria Tier I nell'ambito del WTA Tour 1998. 
Si è giocato all'Olympiahalle di Monaco di Baviera in Germania dal 28 settembre al 4 ottobre 1998.

## Campioni

### Singolare maschile
Marcelo Ríos ha battuto in finale  Andre Agassi con il punteggio di 6–4, 2–6, 7–6(1), 5–7, 6–3.

### Singolare femminile
Venus Williams ha battuto in finale  Patty Schnyder con il punteggio di 6–2, 3–6, 6–2.